# Приедите, Ингрида
Ингрида Приеди́те (латыш. Ingrīda Priedīte; 13 октября 1954, Рига; урождённая Ингрида Берзиня, латыш. Ingrīda Bērziņa) — латвийская, ранее советская, шахматистка, гроссмейстер ИКЧФ среди женщин (1996), мастер ФИДЕ среди женщин (2014).
Два раза побеждала на чемпионатах Латвии по шахматам среди женщин — в 1973 и 1979 годах. Была первой латвийской шахматисткой, которая после долгого перерыва, получила звание мастера спорта СССР (1976). Позднее очень удачно выступала на соревнованиях по переписке. В финале Пятого чемпионата мира по переписке среди женщин (1993—1998) завоевала второе место.
Ингрида Приедите закончила экономический факультет Латвийского университета. После восстановления независимости в 1991 году была первым генеральным секретарем Шахматной федерации Латвии.

## Изменения рейтинга
| Графики недоступны из-за технических проблем. См. информацию на Фабрикаторе и на mediawiki.org. |